# Berényi-Kakas János

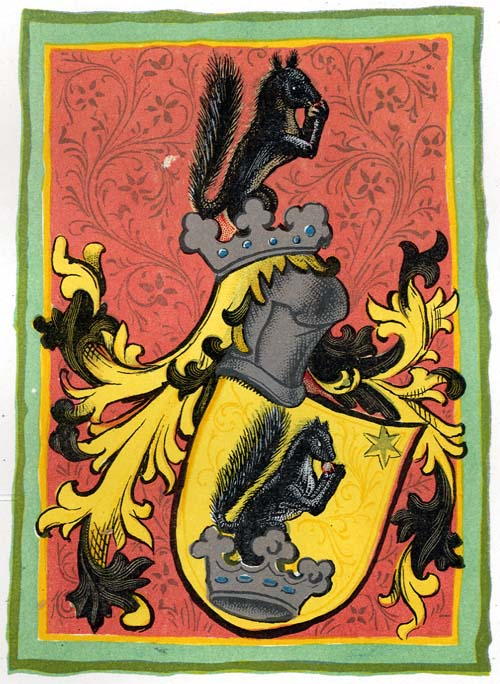
Berényi Kakas címer

Berényi-Kakas János 1431. március 12-én Nürnbergben Zsigmond magyar királytól kapott címert apjával Lászlóval, testvéreivel Istvánnal és Balázzsal. Apja, Kakas László első ízben 1389-ben jelenik meg a forrásokban, amikor a Kán család  bukása után Siklós várát kapta Zsigmondtól. Ez a birtok azonban még 1395 előtt a Garák birtokába került.
A család őse berényfalvi Bertalan várjobbágy volt. Apja Kakas László, testvérei István, segesdi főesperes és pozsonyi kanonok, és Miklós, a veszprémi kanonok volt. Az adományozott címer a szövegben nincs leírva, a család neve később Berényi, már a néhány hónappal későbbi, Szepesi káptalan által kiadott bizonyságlevél is lehagyja a Kakas utótagot.
A család birtokai a Zemplén vármegyei Terebesen, a Sáros vármegyei Újváron, az Abaúj vármegyei Füzéren és a Borsod vármegyei Csorbakő településeken voltak, de birtoktesteket mondhattak magukénak Zemplén, Szabolcs és Pest megyék több részén is.
1439-ben Rozgonyi István comes (György és Simon testvére) a Pozsony vármegyei Farkashida településen lévő birtokát és annak vámjait és malmait zálogosította el Berényi-Kakas Jánosnak. Az oklevél ismét tartalmazza a Kakas utótagot. Ettől kezdve legtöbbször Johannes Kakas dicto Beren néven nevezik, vagyis Kakas János, akit Berényinek mondanak. A zálogosító okirat nevesíti János három fiát, Balázst, Istvánt és Jánost.
1440-ben Rozgonyi újabb birtokokat zálogosított el. Rozgonyi István halála után fia, Sebestyén a záloglevelek ellenére többször is erőszakkal foglalta vissza a zálogba adott birtokokat. A Rozgonyi család és a Berényiek között éles ellentétek támadtak a zálogbirtokok miatt, amit több oklevél bizonyít. A villongásokról fennmaradt peres iratok, a pozsonyi káptalan oklevelei érdekes keresztmetszetét mutatják a Zsigmond-korabeli nemesi életnek.
A család leszármazottai 1655-ben bárói címet, két leszármazási ág 1700 körül és 1720-ban grófi rangot kapott, megerősítve az 1431-es címert is. A változás mindössze annyi, hogy a címerpajzs egyenesen álló lett, a takaró színe pedig arany.
A család címerének ábrája a címerhatározóban még nem szerepel.

## Kapcsolódó szócikk
- Címerhatározó